# レトニツァ
レトニツァ（Letnitsa (ブルガリア語: Летница [ˈlɛtnit͡sɐ])）は、ブルガリア北西部の町、およびそれを中心とした基礎自治体。ロヴェチ州に属する。州の北東部にあり、レフスキに近い。

## レトニツァにちなむもの
南極のサウス・シェトランド諸島のスミス島（Smith Island）にあるレトニツァ氷河（Letnitsa Glacier）は、レトニツァにちなんで名づけられた。

## 町村
レトニツァ基礎自治体（Община Летница）には、その中心であるレトニツァをはじめ、以下の町村（集落）が存在している。
| 町/村                  | キリル文字     | 人口 (2009年12月) |
| ---------------------- | -------------- | ----------------- |
| レトニツァ             | Летница        | 3,739人           |
| ゴルスコ・スリヴォヴォ | Горско Сливово | 715人             |
| クルシュナ             | Крушуна        | 505人             |
| カルパチェヴォ         | Кърпачево      | 142人             |